# Championnats d'Europe de patinage artistique 2023
Navigation
Édition précédente Édition suivante
Les championnats d'Europe de patinage artistique 2023 ont lieu du 23 au 29 janvier 2023 à la Metro Areena d'Espoo en Finlande. 

## Qualifications
Les patineurs sont éligibles à l'épreuve s'ils représentent une nation européenne membre de l'Union internationale de patinage (International Skating Union en anglais) et s'ils ont atteint l'âge de 15 ans avant le 1er juillet 2022 dans leur pays de naissance. La compétition correspondante pour les patineurs non européens est le championnat des Quatre Continents 2023. Les fédérations nationales sélectionnent leurs patineurs en fonction de leurs propres critères, mais l'Union internationale de patinage exige un score minimum d'éléments techniques (Technical Elements Score en anglais) lors d'une compétition internationale avant les championnats d'Europe.

### Score minimum d'éléments techniques
L'Union internationale de patinage stipule que les notes minimales doivent être obtenues lors d'une compétition internationale senior reconnue durant la saison en cours ou précédente, au plus tard 21 jours avant le premier jour d'entraînement officiel.
| Score minimum d'éléments techniques                                                         | Score minimum d'éléments techniques | Score minimum d'éléments techniques |
| Discipline                                                                                  | Programme court                     | Programme libre                     |
| Messieurs                                                                                   | 28.00                               | 46.00                               |
| Dames                                                                                       | 25.00                               | 42.00                               |
| Couples                                                                                     | 25.00                               | 42.00                               |
| Danse sur glace                                                                             | 28.00                               | 45.00                               |
| ------------------------------------------------------------------------------------------- | ----------------------------------- | ----------------------------------- |
| Les scores des programmes courts et libres peuvent être obtenus à différentes compétitions. |                                     |                                     |

### Nombre d'inscriptions par discipline
Sur la base des résultats des championnats d'Europe 2022, l'Union internationale de patinage autorise chaque pays à avoir d'une à trois inscriptions par discipline.
| Nombre d'inscriptions                                             | Messieurs                                    | Dames                                                           | Couples                                       | Danse sur glace                            |
| ----------------------------------------------------------------- | -------------------------------------------- | --------------------------------------------------------------- | --------------------------------------------- | ------------------------------------------ |
| 3                                                                 | Italie Russie                                | Russie                                                          | Italie Russie                                 | Espagne Russie                             |
| 2                                                                 | Azerbaïdjan France Géorgie Lettonie Tchéquie | Azerbaïdjan Belgique Biélorussie Estonie Géorgie Pologne Suisse | Allemagne Biélorussie Espagne Géorgie Hongrie | France Italie Lituanie Royaume-Uni Ukraine |
| Si non répertorié ci-dessus, une seule inscription est autorisée. |                                              |                                                                 |                                               |                                            |

Le 1er mars 2022, l'Union internationale de patinage interdit aux patineurs artistiques et aux officiels de la fédération de Russie et de la Biélorussie de participer et d'assister à toutes les compétitions internationales en raison de l'invasion russe de l'Ukraine le 24 février 2022. Ainsi ces deux pays sont absents des championnats européens 2023, 11 mois après le début du conflit. La Russie avait remporté 9 des 12 médailles de la précédente édition.

## Podiums
| Épreuves                            | Or                               | Argent                               | Bronze                              |
| ----------------------------------- | -------------------------------- | ------------------------------------ | ----------------------------------- |
| Messieurs résultats détaillés       | Adam Siao Him Fa                 | Matteo Rizzo                         | Lukas Britschgi                     |
| Dames résultats détaillés           | Anastasia Gubanova               | Loena Hendrickx                      | Kimmy Repond                        |
| Couples résultats détaillés         | Sara Conti / Niccolò Macii       | Rebecca Ghilardi / Filippo Ambrosini | Annika Hocke / Robert Kunkel        |
| Danse sur glace résultats détaillés | Charlène Guignard / Marco Fabbri | Lilah Fear / Lewis Gibson            | Juulia Turkkila / Matthias Versluis |

## Tableau des médailles
| Rang  | Nation      | Or | Argent | Bronze | Total |
| ----- | ----------- | -- | ------ | ------ | ----- |
| 1     | Italie      | 2  | 2      | 0      | 4     |
| 2     | France      | 1  | 0      | 0      | 1     |
| 2     | Géorgie     | 1  | 0      | 0      | 1     |
| 4     | Belgique    | 0  | 1      | 0      | 1     |
| 4     | Royaume-Uni | 0  | 1      | 0      | 1     |
| 6     | Suisse      | 0  | 0      | 2      | 2     |
| 7     | Allemagne   | 0  | 0      | 1      | 1     |
| 7     | Finlande    | 0  | 0      | 1      | 1     |
| Total | Total       | 4  | 4      | 4      | 12    |

## Détails des compétitions

### Messieurs
| Rang                                        | Nom                          | Pays        | Points | Programme court | Programme court | Programme libre | Programme libre |
| ------------------------------------------- | ---------------------------- | ----------- | ------ | --------------- | --------------- | --------------- | --------------- |
| 1                                           | Adam Siao Him Fa             | France      | 267.77 | 1               | 96.53           | 2               | 171.24          |
| 2                                           | Matteo Rizzo                 | Italie      | 259.92 | 2               | 86.46           | 1               | 173.46          |
| 3                                           | Lukas Britschgi              | Suisse      | 248.01 | 5               | 79.26           | 3               | 168.75          |
| 4                                           | Kevin Aymoz                  | France      | 240.92 | 4               | 83.75           | 4               | 157.17          |
| 5                                           | Deniss Vasiļjevs             | Lettonie    | 236.35 | 3               | 84.81           | 6               | 151.54          |
| 6                                           | Daniel Grassl                | Italie      | 230.83 | 8               | 77.03           | 5               | 153.80          |
| 7                                           | Nika Egadze                  | Géorgie     | 220.65 | 12              | 72.96           | 7               | 147.69          |
| 8                                           | Mihhail Selevko              | Estonie     | 218.30 | 11              | 73.74           | 8               | 144.56          |
| 9                                           | Andreas Nordebäck            | Suède       | 212.95 | 9               | 75.98           | 10              | 136.97          |
| 10                                          | Gabriele Frangipani          | Italie      | 211.62 | 7               | 77.35           | 12              | 134.27          |
| 11                                          | Maurizio Zandron             | Autriche    | 207.68 | 13              | 72.57           | 11              | 135.11          |
| 12                                          | Tomàs-Llorenç Guarino Sabaté | Espagne     | 205.19 | 14              | 71.65           | 13              | 133.54          |
| 13                                          | Mark Gorodnitsky             | Israël      | 202.34 | 22              | 64.94           | 9               | 137.40          |
| 14                                          | Valtter Virtanen             | Finlande    | 198.28 | 18              | 68.33           | 14              | 129.95          |
| 15                                          | Nikita Starostin             | Allemagne   | 197.97 | 10              | 74.70           | 17              | 123.27          |
| 16                                          | Moris Kvitelashvili          | Géorgie     | 194.59 | 16              | 70.55           | 16              | 124.04          |
| 17                                          | Vladimir Samoilov            | Pologne     | 191.59 | 6               | 78.26           | 21              | 113.33          |
| 18                                          | Adam Hagara                  | Slovaquie   | 189.72 | 21              | 65.15           | 15              | 124.57          |
| 19                                          | Jari Kessler                 | Croatie     | 182.83 | 19              | 67.87           | 19              | 114.96          |
| 20                                          | Burak Demirboğa              | Turquie     | 182.82 | 23              | 64.33           | 18              | 118.49          |
| 21                                          | Kyrylo Marsak                | Ukraine     | 181.98 | 17              | 70.41           | 22              | 111.57          |
| 22                                          | Davide Lewton-Brain          | Monaco      | 179.54 | 20              | 66.07           | 20              | 113.47          |
| 23                                          | Graham Newberry              | Royaume-Uni | 174.64 | 15              | 70.85           | 24              | 103.79          |
| 24                                          | Aleksandr Vlasenko           | Hongrie     | 173.94 | 24              | 62.49           | 23              | 111.45          |
| Patineurs éliminés après le programme court |                              |             |        |                 |                 |                 |                 |
| 25                                          | Petr Kotlařík                | Tchéquie    |        | 25              | 60.24           | NC              | NC              |
| 26                                          | Georgii Reshtenko            | Tchéquie    |        | 26              | 54.52           | NC              | NC              |
| 27                                          | Larry Loupolover             | Bulgarie    |        | 27              | 53.26           | NC              | NC              |
| 28                                          | Samuel McAllister            | Irlande     |        | 28              | 48.07           | NC              | NC              |
| 29                                          | David Sedej                  | Slovénie    |        | 29              | 46.28           | NC              | NC              |

### Dames
| Rang                                          | Nom                        | Pays        | Points | Programme court | Programme court | Programme libre | Programme libre |
| --------------------------------------------- | -------------------------- | ----------- | ------ | --------------- | --------------- | --------------- | --------------- |
| 1                                             | Anastasia Gubanova         | Géorgie     | 199.91 | 1               | 69.81           | 1               | 130.10          |
| 2                                             | Loena Hendrickx            | Belgique    | 193.48 | 2               | 67.85           | 3               | 125.63          |
| 3                                             | Kimmy Repond               | Suisse      | 192.51 | 3               | 63.83           | 2               | 128.68          |
| 4                                             | Ekaterina Kurakova         | Pologne     | 186.90 | 5               | 61.81           | 4               | 125.09          |
| 5                                             | Nina Pinzarrone            | Belgique    | 185.92 | 6               | 61.35           | 5               | 124.57          |
| 6                                             | Niina Petrõkina            | Estonie     | 183.74 | 7               | 61.05           | 6               | 122.69          |
| 7                                             | Janna Jyrkinen             | Finlande    | 176.96 | 8               | 60.77           | 7               | 116.19          |
| 8                                             | Lara Naki Gutmann          | Italie      | 169.29 | 13              | 55.39           | 8               | 113.90          |
| 9                                             | Nicole Schott              | Allemagne   | 163.82 | 16              | 54.33           | 9               | 109.49          |
| 10                                            | Julia Sauter               | Roumanie    | 160.42 | 11              | 56.58           | 12              | 103.84          |
| 11                                            | Sofja Stepčenko            | Lettonie    | 159.34 | 14              | 55.32           | 11              | 104.02          |
| 12                                            | Olga Mikutina              | Autriche    | 159.08 | 4               | 62.78           | 18              | 96.30           |
| 13                                            | Marilena Kitromilis        | Chypre      | 158.91 | 18              | 53.71           | 10              | 105.20          |
| 14                                            | Lindsay van Zundert        | Pays-Bas    | 158.10 | 10              | 58.13           | 15              | 99.97           |
| 15                                            | Eva-Lotta Kiibus           | Estonie     | 156.95 | 15              | 55.26           | 13              | 101.69          |
| 16                                            | Alexandra Feigin           | Bulgarie    | 155.23 | 17              | 54.31           | 14              | 100.92          |
| 17                                            | Josefin Taljegård          | Suède       | 154.98 | 12              | 55.53           | 16              | 99.45           |
| 18                                            | Livia Kaiser               | Suisse      | 151.20 | 9               | 60.25           | 20              | 90.95           |
| 19                                            | Natasha McKay              | Royaume-Uni | 148.00 | 20              | 51.94           | 19              | 96.06           |
| 20                                            | Anastasia Gozhva           | Ukraine     | 143.69 | 22              | 46.78           | 17              | 96.91           |
| 21                                            | Daša Grm                   | Slovénie    | 143.05 | 19              | 52.47           | 21              | 90.58           |
| 22                                            | Mia Caroline Risa Gomez    | Norvège     | 137.62 | 21              | 49.14           | 22              | 88.48           |
| 23                                            | Júlia Láng                 | Hongrie     | 130.28 | 23              | 46.33           | 23              | 83.95           |
| 24                                            | Nikola Rychtařiková        | Tchéquie    | 123.13 | 24              | 45.64           | 24              | 77.49           |
| Patineuses éliminées après le programme court |                            |             |        |                 |                 |                 |                 |
| 25                                            | Alexandra Michaela Filcová | Slovaquie   |        | 25              | 43.94           | NC              | NC              |
| 26                                            | Léa Serna                  | France      |        | 26              | 43.93           | NC              | NC              |
| 27                                            | Antonina Dubinina          | Serbie      |        | 27              | 42.51           | NC              | NC              |
| 28                                            | Anastasia Gracheva         | Moldavie    |        | 28              | 39.08           | NC              | NC              |
| 29                                            | Alexandra Mintsidou        | Grèce       |        | 29              | 33.86           | NC              | NC              |
| Forfait                                       | Meda Variakojytė           | Lituanie    | NC     | NC              | NC              | NC              | NC              |

### Couples
| Rang | Nom                                  | Pays        | Points | Programme court | Programme court | Programme libre | Programme libre |
| ---- | ------------------------------------ | ----------- | ------ | --------------- | --------------- | --------------- | --------------- |
| 1    | Sara Conti / Niccolò Macii           | Italie      | 195.13 | 1               | 70.45           | 2               | 124.68          |
| 2    | Rebecca Ghilardi / Filippo Ambrosini | Italie      | 186.96 | 5               | 59.48           | 1               | 127.48          |
| 3    | Annika Hocke / Robert Kunkel         | Allemagne   | 184.26 | 2               | 67.08           | 3               | 117.18          |
| 4    | Alisa Efimova / Ruben Blommaert      | Allemagne   | 173.66 | 3               | 62.77           | 5               | 110.89          |
| 5    | Maria Pavlova / Alexei Sviatchenko   | Hongrie     | 172.98 | 6               | 57.97           | 4               | 115.01          |
| 6    | Camille Mendoza / Pavel Kovalev      | France      | 169.94 | 4               | 62.46           | 6               | 107.48          |
| 7    | Lucrezia Beccari / Matteo Guarise    | Italie      | 152.54 | 8               | 53.29           | 7               | 99.25           |
| 8    | Nika Osipova / Dmitry Epstein        | Pays-Bas    | 148.94 | 7               | 54.16           | 9               | 94.78           |
| 9    | Violetta Sierova / Ivan Khobta       | Ukraine     | 143.72 | 10              | 47.53           | 8               | 96.19           |
| 10   | Anastasia Vaipan-Law / Luke Digby    | Royaume-Uni | 137.49 | 9               | 49.43           | 10              | 88.06           |
| 11   | Federica Simioli / Alessandro Zarbo  | Tchéquie    | 134.02 | 11              | 46.68           | 11              | 87.34           |
| 12   | Sophia Schaller / Livio Mayr         | Autriche    | 132.30 | 12              | 45.40           | 12              | 86.90           |
| 13   | Greta Crafoord / John Crafoord       | Suède       | 125.86 | 13              | 42.55           | 13              | 83.31           |

### Danse sur glace
| Rang                                               | Nom                                            | Pays        | Points | Danse rythmique | Danse rythmique | Danse libre | Danse libre |
| -------------------------------------------------- | ---------------------------------------------- | ----------- | ------ | --------------- | --------------- | ----------- | ----------- |
| 1                                                  | Charlène Guignard / Marco Fabbri               | Italie      | 210.44 | 1               | 85.53           | 1           | 124.91      |
| 2                                                  | Lilah Fear / Lewis Gibson                      | Royaume-Uni | 207.89 | 2               | 84.12           | 2           | 123.77      |
| 3                                                  | Juulia Turkkila / Matthias Versluis            | Finlande    | 198.21 | 3               | 77.56           | 3           | 120.65      |
| 4                                                  | Allison Reed / Saulius Ambrulevičius           | Lituanie    | 195.67 | 4               | 77.33           | 4           | 118.34      |
| 5                                                  | Evgeniia Lopareva / Geoffrey Brissaud          | France      | 191.85 | 6               | 76.49           | 5           | 115.36      |
| 6                                                  | Natálie Taschlerová / Filip Taschler           | Tchéquie    | 188.34 | 5               | 76.91           | 6           | 111.43      |
| 7                                                  | Loïcia Demougeot / Théo Le Mercier             | France      | 179.96 | 7               | 72.55           | 7           | 107.41      |
| 8                                                  | Maria Kazakova / Georgy Reviya                 | Géorgie     | 175.82 | 8               | 68.55           | 8           | 107.27      |
| 9                                                  | Jennifer Janse van Rensburg / Benjamin Steffan | Allemagne   | 169.17 | 9               | 67.90           | 10          | 101.27      |
| 10                                                 | Mariia Ignateva / Danijil Szemko               | Hongrie     | 167.08 | 10              | 65.04           | 9           | 102.04      |
| 11                                                 | Victoria Manni / Carlo Röthlisberger           | Italie      | 164.21 | 11              | 64.23           | 11          | 99.98       |
| 12                                                 | Mariia Holubtsova / Kyryl Bielobrov            | Ukraine     | 156.99 | 13              | 61.00           | 12          | 95.99       |
| 13                                                 | Mariia Nosovitskaya / Mikhail Nosovitskiy      | Israël      | 156.52 | 12              | 61.72           | 13          | 94.80       |
| 14                                                 | Anna Simova / Kirill Aksenov                   | Slovaquie   | 150.04 | 15              | 59.18           | 14          | 90.86       |
| 15                                                 | Mariia Pinchuk / Mykyta Pogorielov             | Ukraine     | 148.37 | 14              | 59.36           | 15          | 89.01       |
| 16                                                 | Anastasia Polibina / Pavel Golovishnikov       | Pologne     | 138.99 | 17              | 54.55           | 16          | 84.44       |
| 17                                                 | Paulina Ramanauskaitė / Deividas Kizala        | Lituanie    | 136.20 | 16              | 55.06           | 17          | 81.14       |
| 18                                                 | Samantha Ritter / Daniel Brykalov              | Azerbaïdjan | 132.18 | 19              | 51.55           | 18          | 80.63       |
| 19                                                 | Hanna Jakucs / Alessio Galli                   | Pays-Bas    | 130.35 | 18              | 53.46           | 19          | 76.89       |
| 20                                                 | Aurelija Ipolito / Luke Russell                | Lettonie    | 124.88 | 20              | 51.41           | 20          | 73.47       |
| Couples de danse éliminés après la danse rythmique |                                                |             |        |                 |                 |             |             |
| 21                                                 | Arianna Sassi / Luca Morini                    | Suisse      |        | 21              | 49.91           | NC          | NC          |
| 22                                                 | Maria Bjorkli / James Koszuta                  | Norvège     |        | 22              | 47.71           | NC          | NC          |
| 23                                                 | Viktoriia Azroian / Artur Gruzdev              | Arménie     |        | 23              | 40.89           | NC          | NC          |